# Simone Milsdochter
Simone Milsdochter (1967) is een Nederlandse actrice, veelal actief in Vlaanderen.
In 1991 studeerde ze af aan de Antwerpse Studio Herman Teirlinck.
Ze vertolkte theaterrollen bij de Koninklijke Vlaamse Schouwburg, De Theatercompagnie, Theater Zuidpool, De Werf, Theater Antigone, Laika, Het nieuwstedelijk en HETPALEIS.
Ze vertolkt de rol van hoofdinspecteur Iris De Witte in de langspeelfilm Wolf uit 2010 en de van de film afgeleide televisieserie Wolven.
Ze speelde eveneens gastrollen en bijrollen in onder meer in Flikken (2006), De Familie Backeljau (1996-1997), Code 37 (2012), Recht op Recht (2000),  Witse (2011), Rang 1, Galaxy Park, Als de dijken breken (2016), Morten (2019) en De 12 van Schouwendam (2019).